# Gare d'Inakadate
La gare d'Inakadate (田舎館駅, Inakadate-eki) est une gare ferroviaire située à Inakadate, dans la préfecture d'Aomori au Japon. Elle est exploitée par la société Kōnan Railway et est desservie par la ligne Kōnan.

## Situation ferroviaire
La gare d'Inakadate est située dans le sud-est du village d'Inakadate, au point kilométrique (PK) 13.8 de la ligne Kōnan.

## Histoire
La gare d'Inakadate est ouverte aux voyageurs le 1er juillet 1950.

## Service des voyageurs

### Accueil
La gare d'Inakadate ne dispose que d'un bâtiment voyageurs.

### Ligne ferroviaire
- Kōnan Railway
  - Ligne Kōnan

### Disposition des quais
- Cette gare dispose d'un quai central et de deux voies.

| N° de voie | Ligne | Direction |
| ---------- | ----- | --------- |
| 1          | Kōnan | Hirosaki  |
| 2          | Kōnan | Kuroishi  |

### Desserte
| Kōnan Railway      |             |             |             |                    |
| Direction Hirosaki | Ligne Kōnan | Ligne Kōnan | Ligne Kōnan | Direction Kuroishi |
| Tamboāto           |             | -           |             | Sakaimatsu         |